# Uzi Narkiss
Uzi Narkiss (in ebraico עוזי נרקיס; Gerusalemme, 6 gennaio 1925 – Gerusalemme, 17 dicembre 1997) è stato un generale israeliano delle Forze di difesa israeliane durante la guerra dei sei giorni.

## Biografia

### Infanzia
Uzi Narkiss nacque a Gerusalemme da una famiglia di origine polacca emigrata in Palestina durante il mandato britannico, poco dopo la prima guerra mondiale. Dopo vari cambi di residenza, si stabilì con la famiglia nel quartiere di Nahalat Ahim, abitato da ebrei yemeniti. Frequentò gli studi superiori presso la scuola ebraica Rehavia.

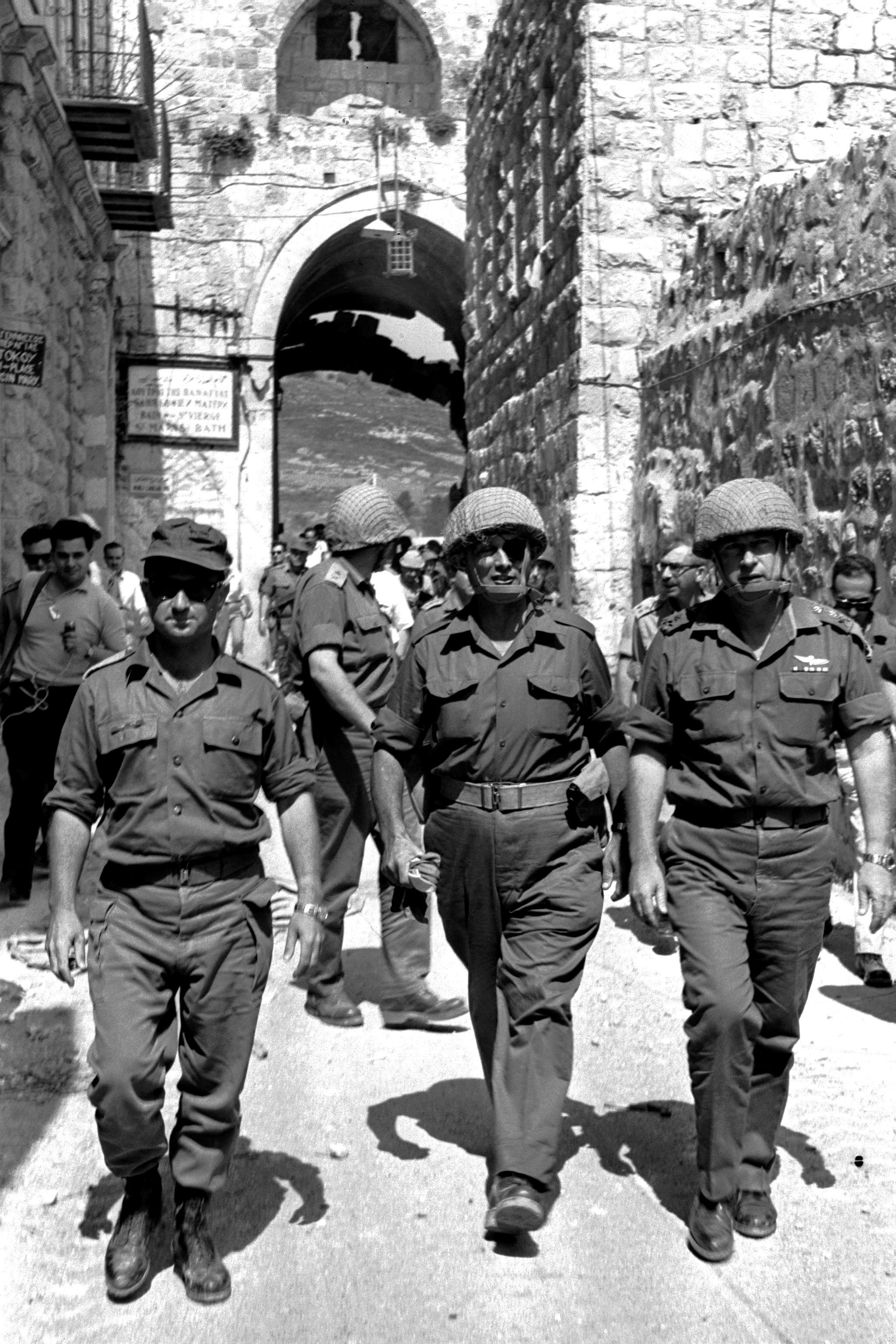
Il generale Uzi Narkiss, il ministro della difesa Moshe Dayan e il capo di stato maggiore Yitzhak Rabin nella Città Vecchia di Gerusalemme durante la guerra dei sei giorni.

### Prime esperienze militari
Urkiss entrò nelle file della Haganah come messaggero a soli 13 anni; successivamente, all'età di 16 anni, si arruolò nella Palmach, prendendo parte per cinque anni alle operazioni contro il mandato britannico in varie zone della Palestina. Nel 1946 fu inviato nel kibbutz Ramat Rajel per operazioni di sabotaggio contro i britannici: una di queste si concluse con un attentato esplosivo ai danni di un treno diretto ad Haifa; in un'altra occasione fu coinvolto nel fallito tentativo di distogliere l'attenzione per permettere lo sbarco della nave "Orde Wingate" del Mossad LeAliyah Bet; un terzo intervento fu mirato alla distruzione del ponte Allenby nel giugno del 1946, durante la cosiddetta "notte dei ponti", durante la quale i sionisti distrussero undici ponti al fine di rallentare il dispiegamento delle truppe britanniche.
Nello stesso periodo Narkiss si iscrisse alla facoltà di filosofia dell'Università Ebraica di Gerusalemme. Già nel 1947 tuttavia dovette abbandonare gli studi poiché richiamato in servizio dal comandante in capo del Palmach Yigal Allon, che gli assegnò il comando nelle zone del mar morto e di Gush Etzion.

### Carriera militare
Allo scoppio della guerra arabo-israeliana del 1948, Narkiss era a capo del 4º battaglione del Palmach a Kiryat Anavim. Durante la Pesach del 1948 la Haganah ordinò al Palmach di lanciare un assalto al quartiere di Katamon dove ebbe luogo la battaglia del monastero di San Simeone, questo precedentemente occupato dalle forze arabe. Gli attacchi delle truppe di Narkiss seminarono il terrore nella Legione araba, che alla fine cedette il territorio agli israeliano quando i comandanti arabi si resero conto che non avrebbero potuto resistere.
In seguito alla dipartita dei britannici e alla dichiarazione d'indipendenza di Israele a Narkiss fu ordinato di attaccare il monte Sion per liberare il quartiere ebraico di Gerusalemme dall'assedio arabo. L'unità comandata da Narkiss riuscì a rompere l'accerchiamento e attraversare la porta di Sion permettendo la fornitura di cibo alla popolazione assediata e l'evacuazione dei feriti. Tuttavia a causa di un ritardo nei rinforzi le truppe di Narkiss dovettero ritirarsi dalla città vecchia che tornò subito dopo nelle mani della legione araba, di gran lunga superiore in termini di uomini e armamenti.
Dopo il cessate il fuoco ordinato dall'ONU nel 1948 che permise agli israeliani di riarmarsi e annullare lo svantaggio rispetto agli eserciti arabi, il 9 luglio le forze armate di Israele (IDF), che nel frattempo avevano sostituito le organizzazioni paramilitari precedenti, passarono al contrattacco e sbaragliarono gli avversari. Con la legione araba allo sbando un ultimo tentativo di riconquistare la città vecchia venne sventato dalla tregua proposta dai governi arabi e decretata dall'ONU e accettata da Israele il 19 luglio 1948.
Dopo la guerra del 1948 Narkiss trascorse diversi anni in Francia per studiare alla École militaire di Parigi prima e come addetto militare israeliano in Francia poi, dopo essere stato insignito della legion d'onore dal governo francese. Narkiss tornò poi in Israele per proseguire la carriera militare e nel 1965 divenne il primo direttore del Collegio di Sicurezza Nazionale in Israele fondato dallo stesso Narkiss nel 1962.

#### La guerra dei sei giorni
Allo scoppio della guerra dei sei giorni nel giugno del 1967 Narkiss ricopriva il ruolo di comandante del comando centrale delle IDF. A capo di sette brigate Narkiss era responsabile della difesa dagli attacchi delle forze giordane in quanto l'establishment israeliano non mirava alla conquista della città vecchia di Gerusalemme, preoccupato per una reazione dell'opinione pubblica mondiale. La vittoria alla battaglia di Ammunition Hill del 6 giugno, in cui morirono 36 soldati israeliani e 71 giordani, permise alle IDF di controllare le posizioni chiave della città ma, per lo sgomento di Narkiss, il governo non autorizzò la conquista dell'intera Gerusalemme finché, all'approssimarsi di un ulteriore cessate il fuoco da parte dell'ONU che non avrebbe permesso ulteriori azioni militari, il ministro della difesa Moshe Dayan approvò l'attacco e la mattina del 7 giugno le truppe israeliane entrarono per la porta dei Leoni portando a termine la riunificazione della città sotto il controllo di Israele. Dal suo punto di vista, la riunificazione aveva completato la campagna cominciata diciannove anni prima, e il cui fallimento lo aveva ossessionato.

### Il ritiro dall'esercito

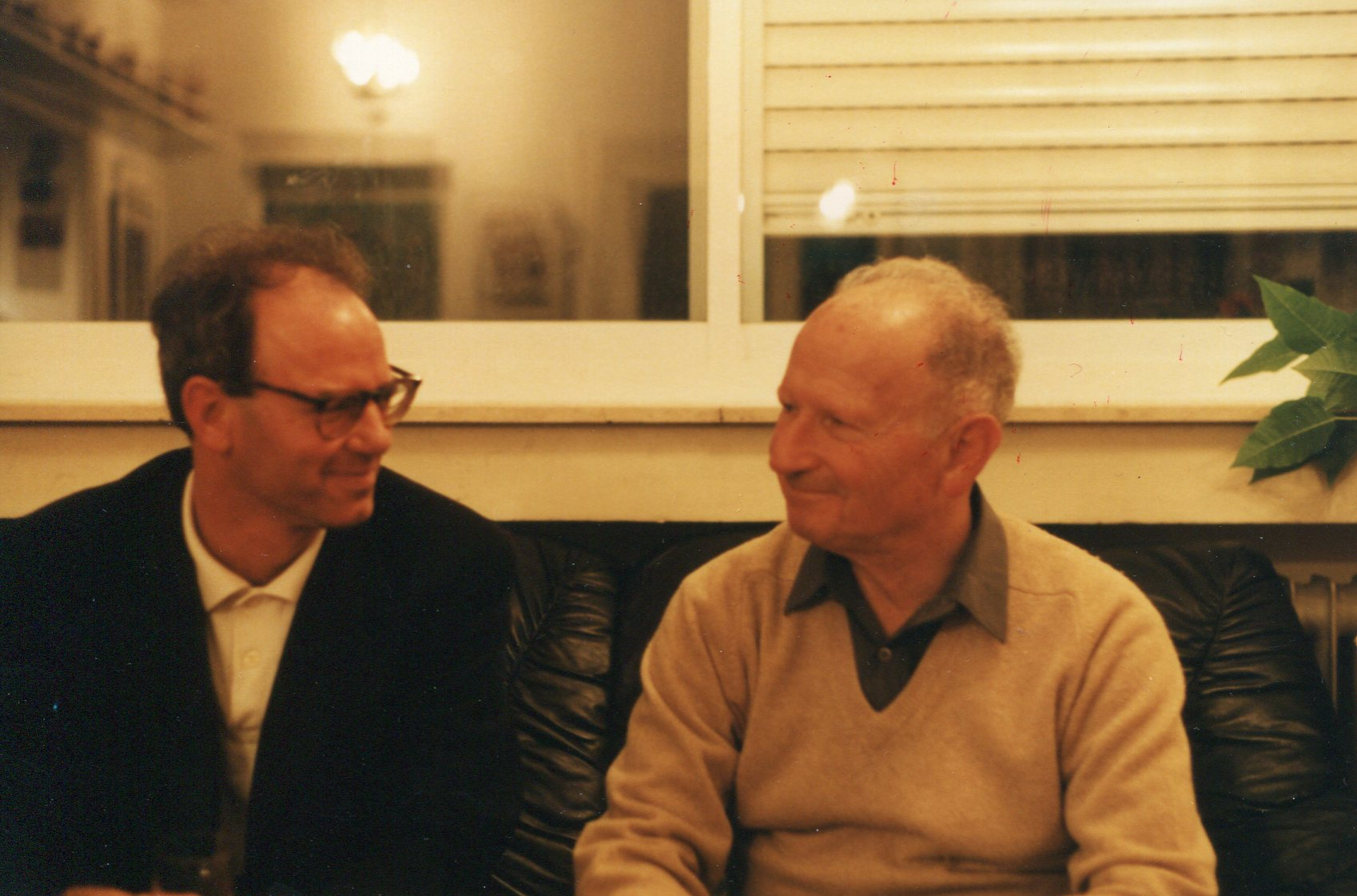
Narkiss con lo scrittore Ahron Bregman nel 1997.

Narkiss si ritirò dal servizio nel 1968 e continuò la propria carriera nell'Agenzia ebraica come capo di dipartimento della Aliyah (immigrazione). Successivamente su nominato nel consiglio direttivo dell'Organizzazione Sionista Mondiale e capo di dipartimento della Hasbara. Tra il 1992 e il 1995 rappresentò il governo di Israele negli Stati Uniti d'America.
Morì nel 1997 per un cancro.